# Syzygiella nigrescens
Syzygiella nigrescens là một loài rêu tản trong họ Jungermanniaceae. Loài này được (Steph.) Feldberg, Kathrin, Váňa, Hentschel & J. Heinrichs miêu tả khoa học lần đầu tiên năm.